# Valiant Comics
Valiant Comics là một nhà xuất bản truyện tranh và phương tiện truyền thông liên quan của Mỹ được thành lập vào năm 1989 bởi cựu tổng biên tập của Marvel Comics - Jim Shooter cùng với Steven Massarsky. Năm 1994, công ty đã được bán cho Acclaim Entertainment. Sau khi Acclaim tuyên bố phá sản vào năm 2004, công ty đã được mở lại như một phần của Valiant Entertainment bởi Dinesh Shamdasani và Jason Kothari vào năm 2005.
Valiant Entertainment đã ra mắt bộ phận xuất bản vào năm 2012. Valiant đã lập kỷ lục doanh thu, và là nhà xuất bản được đề cử nhiều nhất trong truyện tranh tại Giải thưởng Harvey 2014, 2015 và 2016, phát hành sự kiện crossover độc lập bán chạy nhất trong thập kỷ với "Book of Death" năm 2015. Valiant được DMG Entertainment mua lại vào năm 2018. Năm 2015, Valiant tuyên bố rằng họ đã hợp tác với Sony Pictures để sản xuất năm bộ phim dựa trên truyện tranh Bloodshot và Harbinger.

## Lịch sử

### Voyager Communications
Năm 1988, cựu tổng biên tập của Marvel Comics là Jim Shooter, Steven J. Massarsky và một nhóm các nhà đầu tư đã cố gắng mua Marvel Entertainment. Họ đã gửi giá thầu cao thứ hai với nhà tài chính Ronald Perelman gửi giá thầu cao nhất và mua lại Marvel. Thay vào đó, Shooter và Massarsky đã thành lập Voyager Communications vào năm 1989 với nguồn vốn đầu tư mạo hiểm đáng kể từ Triumph Capital. Valiant (một chi nhánh của Truyền thông Voyager) đã tuyển mộ nhiều nhà văn và nghệ sĩ từ Marvel, bao gồm Barry Windsor-Smith và Bob Layton, và tung ra một dòng truyện tranh siêu anh hùng với các nhân vật được cấp phép từ Nhà xuất bản phương Tây.
Valiant đã tiến hành một số đổi mới về tiếp thị truyện tranh trong những năm 1990, chẳng hạn như các vấn đề "nguồn gốc", chương trình logo vàng, phiếu giảm giá có thể đổi cho truyện tranh gốc và bìa crom. Sau khi kết thúc sự kiện "Unity" vào tháng 9 năm 1992, Valiant đã phát hành Bloodshot, Ninjak, H.A.R.D. Quân đoàn, Cuộc đời thứ hai của Tiến sĩ Mirage và Timewalker, trong số các tựa game khác.

### Acclaim Comics
Năm 1994, Voyager Communications được mua bởi nhà phát triển và nhà phát hành trò chơi video Acclaim Entertainment. Acclaim đã tạo ra một số trò chơi video dựa trên các thuộc tính của Valiant, như Shadow Man, Turok: Dinosaur Hunter, Armorines: Project S.W.A.R.M., và Iron Man và X-O Manowar trong Heavy Metal, trong đó có X-O Manowar của Valiant cùng với Iron Man của Marvel. Năm 2004, sau khi mất giấy phép trò chơi video thể thao lớn, Acclaim trở nên mất khả năng tài chính và nộp đơn xin phá sản.
Năm 2005, các quyền đối với các nhân vật gốc của Valiant / Acclaim như Archer và Armstrong, Rai, và Quantum và Woody đã được Valiant Entertainment bán đấu giá và mua lại, trong khi quyền của ba nhân vật được cấp phép (Solar, Magnus và Turok) trở lại Cổ điển Media (khi đó là chủ sở hữu của các tài sản Gold Key Comics), được mua lại bởi DreamWorks Animation SKG vào tháng 7 năm 2012. Bản thân DreamWorks đã được Universal Studios mua vào ngày 22 tháng 8 năm 2016.

### Valiant Entertainment
Năm 2005, một nhóm doanh nhân do Dinesh Shamdasani và Jason Kothari dẫn đầu đã huy động tài chính và mua bản quyền thư viện Valiant Comics từ tài sản của Acclaim Entertainment và thành lập Valiant Entertainment. Vào năm 2007, Valiant đã thuê cựu Tổng biên tập của Valiant Jim Shooter để viết những truyện ngắn mới sẽ đi kèm với các bản tái bản bìa cứng của những câu chuyện cổ điển về Vũ trụ Valiant. Hai trong số ba bộ sưu tập được đặt tên trong số "Mười ấn bản thu thập hay nhất" trong số năm xuất bản tương ứng của họ. Vào tháng 8 năm 2011, sau khi thuê một số giám đốc điều hành từ Marvel Comics và Wizard Entertainment, bao gồm nhà xuất bản Valiant Fred Pierce và tổng biên tập Warren Simons, cựu CEO của Marvel Comics và phó chủ tịch Peter Cuneo đã được đưa lên làm chủ tịch và nhà đầu tư của Valiant Valiant Entertainment, với Gavin Cuneo làm CFO và COO. Vào tháng 5 năm 2012, Valiant Entertainment đã bắt đầu xuất bản những cuốn truyện tranh mới hàng tháng dựa trên vũ trụ của các nhân vật Valiant Comics.

### DMG Entertainment
Vào ngày 29 tháng 1 năm 2018, DMG Entertainment đã mua lại toàn bộ quyền sở hữu của Valiant Entertainment sau khi sở hữu 57% công ty. Là một phần của việc mua lại, có thông báo rằng Giám đốc điều hành của Valiant Dinesh Shamdasani sẽ rời công ty cùng với chủ tịch Peter Cuneo và CFO Gavin Cueno, với Dinesh và Gavin làm cố vấn, trong khi nhóm xuất bản của Valiant, giám sát bởi nhà xuất bản Fred Pierce và biên tập viên- Tổng giám đốc Warren Simons, sẽ vẫn còn. Vào ngày 23 tháng 2 năm 2018, Valiant đã công bố Cuộc sống và cái chết của Toyo Harada, một miniseries gồm sáu vấn đề được viết bởi Joshua Dysart và được CAFU rút ra sẽ được phát hành vào năm 2019. Vào ngày 6 tháng 3 năm 2018, nó đã được thông báo rằng Phó Chủ tịch của Valiant của Marketing & Communications Hunter Gorinson đã rời công ty.

## Chuyển thể

### Phim / TV
Vào tháng 3 năm 2015, Valiant đã ký thỏa thuận hợp tác với DMG Entertainment, bao gồm khoản đầu tư chín con số cho các bộ phim và phim truyền hình chuyển thể từ các nhân vật Valiant.
Vào tháng 3 năm 2018, đã có thông báo rằng Vin Diesel sẽ tham gia bộ phim phù hợp với nhân vật Valiant Bloodshot. Bộ phim sẽ được phát hành vào ngày 13 tháng 3 năm 2020.
Vào tháng 7 năm 2018, Sony Pictures tuyên bố họ đang phát triển một bộ phim dựa trên nhân vật Valiant Faith Herbert, với Maria Melnik đang viết kịch bản.
Vào tháng 9 năm 2019, thông báo rằng Paramount đã mua bản quyền của bộ phim Harbinger từ Sony, với Neal Moritz, Toby Jaffe và Dan Mintz làm nhà sản xuất.

### web
Bat in the Sun Productions và Valiant Digital đã sản xuất loạt web Ninjak cùng với Valiant Universe, với diễn viên / nhạc sĩ Michael Rowe trong vai trò Ninjak. Bộ truyện được phát hành vào ngày 21 tháng 4 năm 2018 trên ComicBook.com.